# Richard Courant
Richard Courant (Lubliniec, 8 gennaio 1888 – New York, 27 gennaio 1972) è stato un matematico tedesco.

## Vita
Richard Courant nacque a Lublinitz/Lubliniec in Slesia, provincia della Prussia ai tempi dell'Impero tedesco. Durante la sua giovinezza, i suoi genitori dovettero spostarsi molto spesso, prima a Glatz, poi a Breslavia, e nel 1905 a Berlino. Richard rimase a Breslavia e lì si iscrisse all'Università. Poiché i corsi tenuti non gli sembravano abbastanza stimolanti, decise di proseguire i suoi studi a Zurigo e all'Università di Gottinga; alla fine degli studi, Courant divenne assistente di David Hilbert a Göttingen e qui ottenne il dottorato nel 1910. Fu reclutato per combattere nella prima guerra mondiale, ma fu ferito e congedato dal servizio dopo un breve periodo. Dopo la guerra, nel 1919, si sposò con Nerina (Nina) Runge, una figlia di Carl Runge, professore di Matematica Applicata a Göttingen. Successivamente continuò le sue ricerche a Göttingen, con un contratto biennale come professore all'Università di Münster. Lì fondò l'Istituto di Matematica, che guidò come direttore dal 1928 al 1933.
Courant lasciò la Germania nel 1933, prima di molti suoi colleghi. Benché considerato ebreo dai nazisti, il fatto di aver combattuto in prima linea gli permise, in un primo tempo, di mantenere il suo incarico; in seguito, tuttavia, la sua pubblica adesione al Partito Social Democratico Tedesco fu causa del suo licenziamento a dispetto delle sue benemerenze di ex-combattente .
Dopo un anno all'Università di Cambridge, Courant si trasferì a New York, dove divenne professore della New York University nel 1936. Qui gli fu assegnato il compito di fondare un istituto di studi universitari in matematica, attività che portò avanti con molto successo. Il Courant Institute of Mathematical Sciences (a lui intitolato nel 1964) continua tuttora ad essere uno dei centri più apprezzati per la ricerca in matematica applicata.

## Opere di Richard Courant
Oltre che per il suo evidente talento organizzativo, Courant è soprattutto ricordato per i suoi successi matematici. È stato autore del testo Methods of Mathematical Physics, che è molto utilizzato anche a 80 anni dalla pubblicazione.
È stato inoltre il coautore, con Herbert Robbins, di un testo molto noto di alta divulgazione scientifica, Che cos'è la matematica?, giunto a una seconda edizione nel 1996 (riveduta da Ian Stewart), tradotto in italiano una prima volta nel 1950 e, nell'edizione riveduta da Ian Stewart, nel 2000.
Il suo nome è anche legato al metodo degli elementi finiti, più tardi riscoperto dagli studiosi di ingegneria. Courant riuscì a dare a questo metodo una solida base matematica, facendone uno degli strumenti adottati dall'analisi numerica per risolvere le equazioni differenziali alle derivate parziali.
Courant morì a New York City. Suo figlio Ernest Courant è uno studioso di fisica delle particelle e ha collaborato alle più recenti revisioni del libro Cosa è la matematica?.

## Visione della matematica
Analizzando i risultati di un suo esperimento di laboratorio sulla formazione delle bolle di sapone, Courant si convinse del fatto che un fenomeno fisico deve necessariamente essere comprovato da una dimostrazione matematica.  Ecco una sua dichiarazione che spiega la sua visione della matematica:
()